# 北上神村
北上神村（きたにわむら）は、かつて大阪府にあった村。現在の堺市西区の一部（太平寺のみ）および南区の一部（他）にあたる。

## 歴史
- 1889年（明治22年）4月1日、大鳥郡太平寺村、小代村、大庭寺村、三木閉村、野々井村が合併して、大鳥郡北上神村が発足。大字大庭寺に村役場を設置。
- 1896年（明治29年）4月1日、泉北郡が成立。
- 1935年（昭和10年）2月11日、泉北郡鶴田村と合併して、泉北郡福泉町となる。